# Lean on Me (chanson de Bill Withers)
Pour les articles homonymes, voir Lean on Me.
Singles de Bill Withers
Grandma's Hands
(1971) Use Me
(1972)
Lean on Me est une chanson écrite, composée et interprétée par le chanteur américain Bill Withers. Sortie en single le 21 avril 1972, elle est extraite de l'album Still Bill publié en mai 1972.
Elle se classe en tête du Billboard Hot 100 aux États-Unis où elle est certifiée disque d'or.
La chanson parle d'entraide, d'amitié et de fraternité.
Bill Withers raconte qu'il a commencé à la composer sur un piano Wurlitzer qu'il venait d'acheter, avec la phrase Lean on Me (littéralement appuie-toi sur moi) qui lui trottait dans la tête. Pour développer le texte autour de l'idée de s'appuyer sur quelqu'un, de pouvoir compter sur son aide, il s'est tout simplement inspiré de son expérience personnelle de la vie.

## Distinctions
Par l'intermédiaire de la reprise de la chanson par Club Nouveau, Bill Withers est récompensé en tant qu'auteur par le Grammy Award de la meilleure chanson R&B en 1988.
Lean on Me, interprétée par Bill Withers, a reçu un Grammy Hall of Fame Award en 2007. Selon le magazine Rolling Stone, elle fait partie des 500 plus grandes chansons de tous les temps.

## Classements et certifications
| Classement (1972)              | Meilleure place |
| ------------------------------ | --------------- |
| Australie (ARIA)               | 24              |
| Canada (RPM 100 Singles)       | 20              |
| États-Unis (Billboard Hot 100) | 1               |
| États-Unis (Hot Soul Singles)  | 1               |
| Royaume-Uni (UK Singles Chart) | 18              |

| Classement (2020)              | Meilleure place |
| ------------------------------ | --------------- |
| Royaume-Uni (UK Singles Chart) | 64              |
| Suisse (Schweizer Hitparade)   | 84              |

| Pays              | Certification | Unités certifiées |
| ----------------- | ------------- | ----------------- |
| Australie (ARIA)  | Platine       | 70 000            |
| États-Unis (RIAA) | Or            | 1 000 000         |
| Royaume-Uni (BPI) | Platine       | 600 000           |

## Dans la culture populaire

### Télévision
Sauf indication contraire, les informations mentionnées dans cette section peuvent être confirmées par la base de données cinématographiques IMDb,  présente dans la section « Liens externes ».
- 1995 : Les Simpson
- 2016 : Black Mirror
- 2017 : Scandale
- 2017 : This Is Us

## Reprises
De nombreux artistes ont repris Lean on Me, notamment le groupe Club Nouveau dont la version décroche à son tour la 1re place du Billboard Hot 100 en 1987.
Les reprises par le groupe glam rock britannique Mud, les rappeurs allemands de 2-4 Family (en), le chanteur Michael Bolton ou les acteurs de la série télévisée Glee, ont connu elles aussi le succès.
Cette chanson est également très souvent reprise dans les églises américaines grâce à ses paroles spirituelles, prêchant l'unité et l'amour. Chanson qui a d'ailleurs été inspirée par les hymnes religieux gospels que Withers écoutait à Slab Fork dans sa jeunesse[réf. nécessaire].
En 2020, peu après la mort de Bill Withers et durant la pandémie de Covid-19, deux collectifs d'artistes, l'un au Canada et l'autre au Royaume-Uni, reprennent la chanson à la fois en hommage au chanteur disparu et dans un but caritatif via internet. Le premier réuni notamment Bryan Adams, Justin Bieber, Michael Bublé, Avril Lavigne ou Sarah McLachlan afin de lever des fonds pour la Croix-Rouge canadienne. Le deuxième rassemble une centaine d'artistes britanniques autour des chanteuses Beverley Knight et Joss Stone pour soutenir le National Health Service. 

### Classements
| Classement (1976)              | Meilleure place |
| ------------------------------ | --------------- |
| Irlande (IRMA)                 | 6               |
| Royaume-Uni (UK Singles Chart) | 7               |

| Pays              | Certification | Unités certifiées |
| ----------------- | ------------- | ----------------- |
| Royaume-Uni (BPI) | Argent        | 250 000           |

| Classement (1987-1988)                 | Meilleure place |
| -------------------------------------- | --------------- |
| Allemagne (GfK Entertainment)          | 9               |
| Australie (ARIA)                       | 5               |
| Autriche (Ö3 Austria Top 40)           | 22              |
| Belgique (Flandre Ultratop 50 Singles) | 12              |
| Canada (RPM 100 Singles)               | 1               |
| États-Unis (Billboard Hot 100)         | 1               |
| États-Unis (Hot Dance Club Songs)      | 1               |
| Irlande (IRMA)                         | 5               |
| Nouvelle-Zélande (RMNZ)                | 1               |
| Pays-Bas (Single Top 100)              | 4               |
| Royaume-Uni (UK Singles Chart)         | 3               |
| Suisse (Schweizer Hitparade)           | 7               |

| Pays              | Certification | Unités certifiées |
| ----------------- | ------------- | ----------------- |
| États-Unis (RIAA) | Or            | 1 000 000         |
| Royaume-Uni (BPI) | Argent        | 250 000           |

| Classement (1994)              | Meilleure place |
| ------------------------------ | --------------- |
| Allemagne (GfK Entertainment)  | 51              |
| Australie (ARIA)               | 60              |
| Irlande (IRMA)                 | 21              |
| Nouvelle-Zélande (RMNZ)        | 36              |
| Royaume-Uni (UK Singles Chart) | 14              |

| Classement (1999)             | Meilleure place |
| ----------------------------- | --------------- |
| Allemagne (GfK Entertainment) | 9               |
| Autriche (Ö3 Austria Top 40)  | 6               |
| Suisse (Schweizer Hitparade)  | 7               |

| Classement (2009-2010)         | Meilleure place |
| ------------------------------ | --------------- |
| États-Unis (Billboard Hot 100) | 50              |
| Pays-Bas (Single Top 100)      | 100             |
| Royaume-Uni (UK Singles Chart) | 43              |